# Villa Yapacaní
Villa Yapacaní, también llamada Yapacaní, es una ciudad y municipio de Bolivia, ubicada en la provincia Ichilo del departamento de Santa Cruz. Se encuentra a 124 km al norte de la ciudad de Santa Cruz de la Sierra, la capital departamental. Cuenta con 57.683 habitantes según los datos estadísticos del INE 2024.

## Historia
La ciudad de Yapacaní fue fundada el 23 de agosto de 1953 y desde entonces ha experimentado un rápido aumento de población, principalmente debido a la inmigración de las regiones occidentales de Bolivia. Antes de la fundación de la ciudad, en su lugar había un puesto militar.

## Geografía
El territorio ocupa la parte más occidental de la provincia Ichilo al oeste del departamento de Santa Cruz. Limita al norte con las provincias Guarayos y Obispo Santistevan, al oeste con el departamento de Cochabamba, al suroeste con la provincia Caballero, al sur con el municipio de Buena Vista, al sureste con el municipio de San Carlos, y al este con el municipio de San Juan de Yapacaní.

## Demografía
De acuerdo con el censo boliviano de 2024, la población del municipio de Villa Yapacaní es de 57 683 habitantes.
La población del municipio casi se triplicó entre 1992 y 2024:
| Año  | Habitantes (municipio) | Fuente |
| ---- | ---------------------- | ------ |
| 1992 | 20.353                 | Censo  |
| 2001 | 31.538                 | Censo  |
| 2012 | 50.558                 | Censo  |
| 2024 | 57.683                 | Censo  |

## Economía
El municipio tiene como principal actividades la agricultura, la ganadería, la pesca y la explotación forestal.
En la agricultura, los cultivos más comunes son el arroz, soya, maíz, yuca, fréjol, plátano y piña. Sus pobladores obtienen ingresos por la venta local de leche, huevos, miel de abejas, carne y yuca. El arroz es trasladado a la localidad de Yapacaní para su venta a los ingenios arroceros y centros comerciales en la ciudad de Santa Cruz de la Sierra y Cochabamba.
En el área del turismo, Yapacaní tiene en su jurisdicción el sector norte del parque nacional Amboró, que abarca una gran parte de su territorio, conformado por la Reserva Forestal de Aprovechamiento Permanente El Choré.
La comercialización de madera y el trabajo asalariado en fábricas de productos metálicos y maquinarias, ladrilleras, carpinterías, ingenios arroceros, son otras actividades que generan ingresos a sus habitantes.

## Transporte
Yapacaní se ubica a 127 kilómetros por carretera al noroeste de Santa Cruz de la Sierra, la capital departamental. Yapacaní se ubica en la vía troncal Ruta 4 de 1.657 kilómetros, que cruza todo el país desde Tambo Quemado en la frontera con Chile en dirección este-oeste y llega a Puerto Suárez en la frontera con Brasil. Conduce a través de Cochabamba y Villa Tunari a Yapacani y luego a través de Santa Cruz y Roboré a Puerto Suárez.

## Educación
Los colegios más importante de Yapacaní son: Simón Bolívar I Y II, Nacional Bolivia, Adventista, César Banzer Aliaga, Germán Bush y Martín Cárdenas.
A nivel de educación superior cuenta con la Facultad Integral de Ichilo, una sede de la Universidad Autónoma Gabriel René Moreno, con aproximadamente 1200 estudiantes los cuales vienen de los distintos municipios del norte integrado y también del Chapare.